# Ramazon Nuridinov
Ramazon Nuridinov (geboren 10. August 1988), bis 2017 Kampfname Waldemar Wiebe, ist ein aus Tadjikistan (Kulob) stammender Muay Thai/Kickboxer in den Gewichtsklassen  Leichtgewicht/Weltergewicht.

## Leben
Nach Muay Thai Kämpfen in Deutschland kämpfte Nuridinov im Jahr 2009 in Bangkok auf der IFMA Worldchampionchip. Im Jahr 2010 gewann er das K-1 Warriors Elimination Turnier in Lübeck. Kurze Zeit später holte er den Championstitel der IKBF. Im selben Jahr gewann er den MTBD WMC Full Muay Thai Titel. Kurz darauf wurde er für die Kings-Cup Qualifikation zu den besten 8 Thaiboxern aus Deutschland in Duisburg nominiert.
Ab 2012 wechselte er zu Golden Glory in Breda Niederlanden. Im selben Jahr gewann er den K1 Weltmeistertitel in der 71 kg Klasse in Abu Dhabi. Er kämpfte auf vielen internationalen Tournaments und gewann in 2015 den nächsten Weltmeister Gürtel in Krasnodar Russia in der 76 kg Klasse.
Im April 2016 gab Nuridinov sein Glory Debüt für die Organisation Glory Kickboxing. Einen Monat später stand er in der Schweiz 'The Albanien Warrior Shkodran Vesely' für den WFCA Weltmeister Titel gegenüber. Im September 2016 gab er sein Debüt bei der größten chinesischen Kickboxing Organisation WLF Glory of Heroes und stand dem chinesischen Superstar FANG Biang in 80 kg Klasse gegenüber.